# Speyburn
Speyburn ist eine Whisky-Brennerei in Rothes, Moray, Schottland. Sie liegt in der Whiskyregion Speyside. Die Brennerei ist im Besitz von Inverhouse Distillers Ltd. Die Brennereigebäude sind teilweise in den schottischen Denkmallisten in die Kategorie B einsortiert.

## Allgemeines

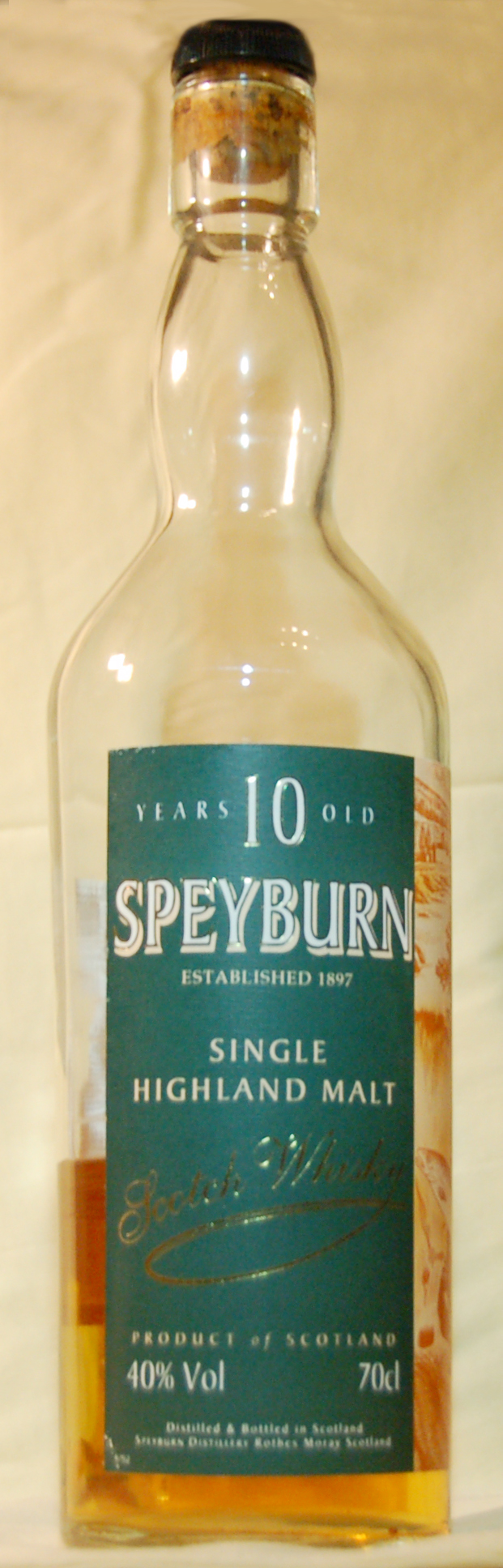
Flasche Speyburn

Als eine der kleinsten Brennereien Schottlands ist die Speyburn Distillery am Rande der Ortschaft Rothes gelegen, in einem schmalen Tal mitten im Wald, unweit des Flusses Spey, dessen Name nicht nur der Brennerei, sondern der gesamten Region Speyside mit derzeit über 50 produzierenden Whiskydestillen Pate stand.

## Geschichte
Die Brennerei Speyburn wurde 1897 gegründet. Der Erbauer von Speyburn, John Hopkins, seinerzeit auch Besitzer von Tobermory, bestand darauf, dass noch im Jahre 1897, dem sechzigsten Jubiläumsjahr der Krönung Queen Victorias, mit der Produktion begonnen würde, was auch gelang. Dick vermummte Arbeiter produzierten kurz nach Weihnachten in der noch tür- und fensterlosen Brennerei ein Fass Malt-Whisky.
Nach kurzfristigen Schließungen in den 1930er und 1940er Jahren machte Speyburn erstmals in den 1960er Jahren von sich reden, als dort die erste Drummalting (Trommelmälzerei) in Betrieb genommen wurde. Eine zeit- und platzsparende Variante der Gerstenmälzerei. Zu dieser Zeit war die Speyburn eine der modernsten Destillen der Welt.
Seit 1991 gehört Speyburn zu Inverhouse Distillers, was so etwas wie eine Lebensversicherung für diese kleine Brennerei darstellt.

## Produktion
Seit 1992 wird der „Speyburn 10 Jahre“ als Standardabfüllung hergestellt, weitere Produkte sind ein 15 und ein 18 Jahre alter Malt sowie seit 2009 der Bradan Orach ohne Altersangabe. Der früher erhältliche 21-jährige Malt ist nicht mehr im Sortiment (Stand 2023).